# 三苏

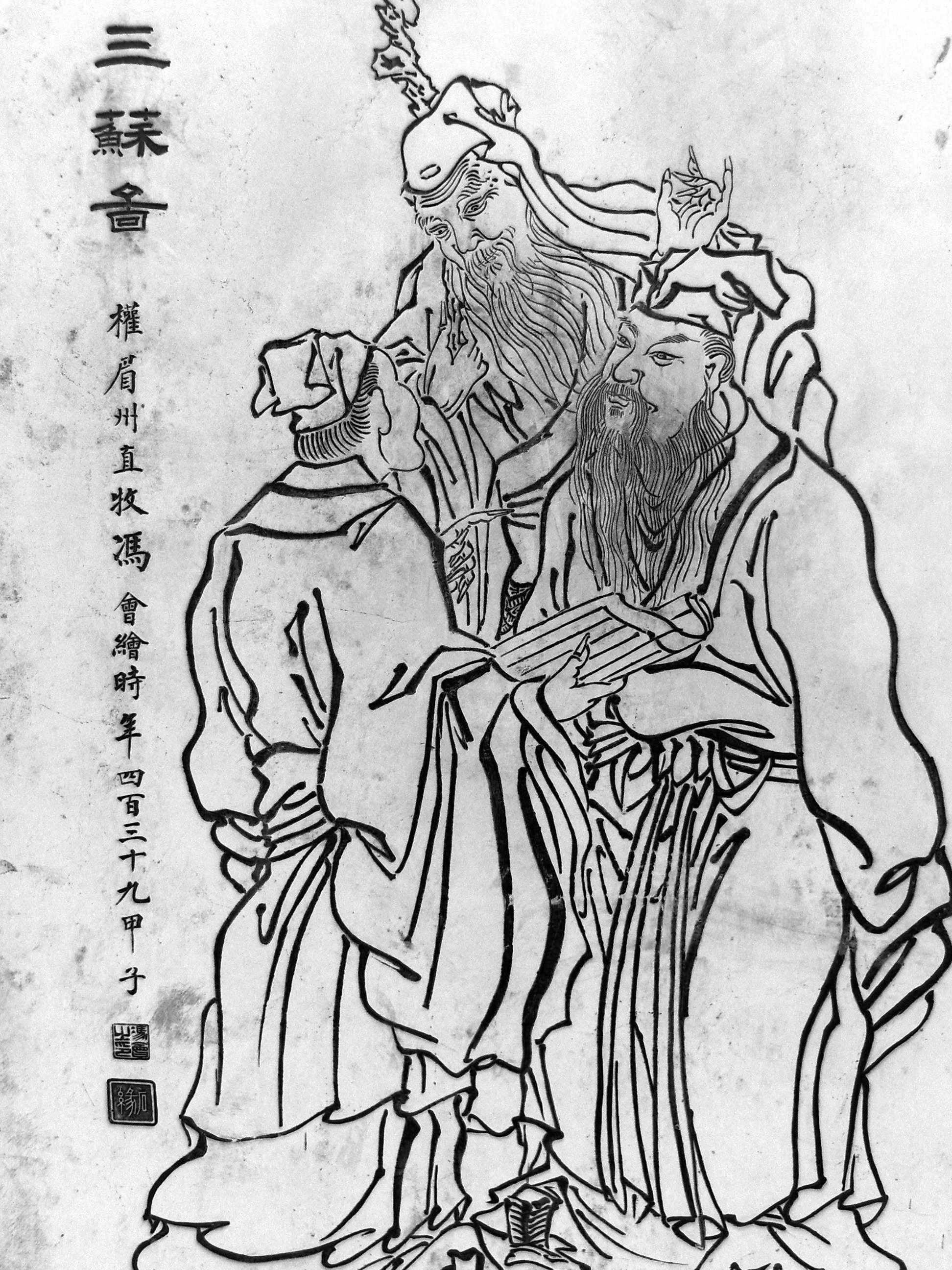
三苏图

三苏是指宋朝时的三位文学家苏洵及其儿子苏轼、苏辙。
王辟之《渑水燕谈录·才识》：“苏氏文章擅天下，目其文曰‘三苏’。盖洵为‘老苏’、轼为‘大苏’、辙为‘小苏’也。”舒邦佐《送张仓移漕广西》：“大苏文章继老苏，魏徵勋业付魏謩。”另外苏辙亦稱蘇軾是大蘇，《神子馆寄子瞻兄》四首之三：“谁将家集过幽都，逢见胡人问大苏。”父子三人也一齐列入唐宋八大家之林。